# Stefan Junge
Pour les articles homonymes, voir Junge.
Stefan Junge (né le 1er septembre 1950 à Leipzig) est un athlète allemand spécialiste du saut en hauteur. 

## Carrière
Concourant sous les couleurs de la République démocratique allemande dès la fin des années 1960, il remporte la médaille d'argent du saut en hauteur lors des Jeux olympiques de Munich, en 1972, s'inclinant avec un saut à 2,21 m face au Soviétique Jüri Tarmak. Il établit la meilleure performance de sa carrière lors de cette saison en franchissant la hauteur de 2,23 m.

### Palmarès

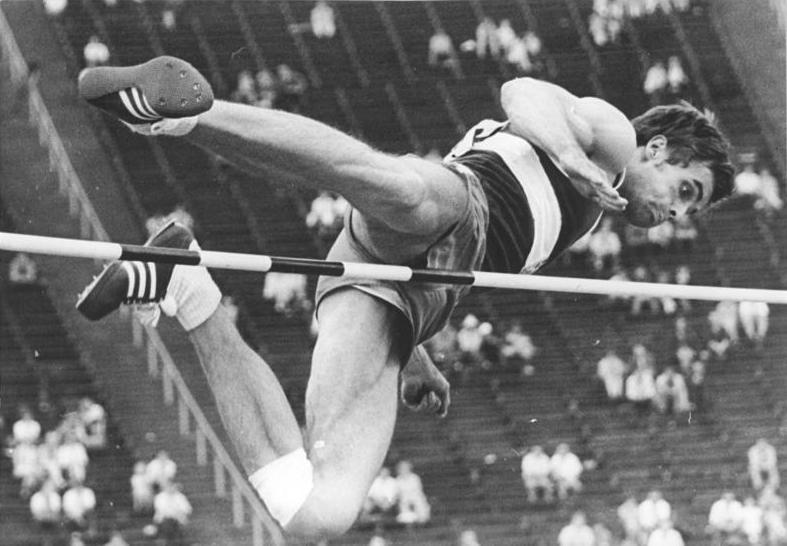
Stefan Junge en 1972.

| Date | Compétition           | Lieu     | Résultat | Hauteur |
| ---- | --------------------- | -------- | -------- | ------- |
| 1971 | Championnats d'Europe | Helsinki | 5e       | 2,14 m  |
| 1972 | Jeux olympiques       | Munich   | 2e       | 2,21 m  |

### Records
| Épreuve         | Performance | Lieu | Date |
| --------------- | ----------- | ---- | ---- |
| Saut en hauteur | 2,23 m      |      | 1972 |